# Podsreda
Podsreda (pron: pɔˈtsɾe; in tedesco Hörberg)  è una frazione del comune sloveno di Kozje. Essa si trova sul confine con la Croazia, nella regione tradizionale della Stiria. È nota per il suo mercato, che vi ha luogo ogni sabato, e per il Castello che la sovrasta.
La chiesa parrocchiale cattolica è dedicata a San Giovanni Battista, appartiene alla diocesi di Celje e fu eretta tra il 1802 e il 1810.
Il castello di Podsreda si trova a sud dell'insediamento principale. Esso risale al 1150 circa ed è probabilmente l'esempio meglio conservato dell'architettura romanica in Slovenia. È costituito da una torre difensiva tipica del XII secolo, da una cappella romanica, e da due ali risalenti al medesimo periodo. La pianta ordinaria, rettangolare è anche tipica del periodo tardo-romanico.
Josip Broz Tito trascorse alcuni anni della sua infanzia col nonno materno a Podsreda.

## Collegamenti esterni

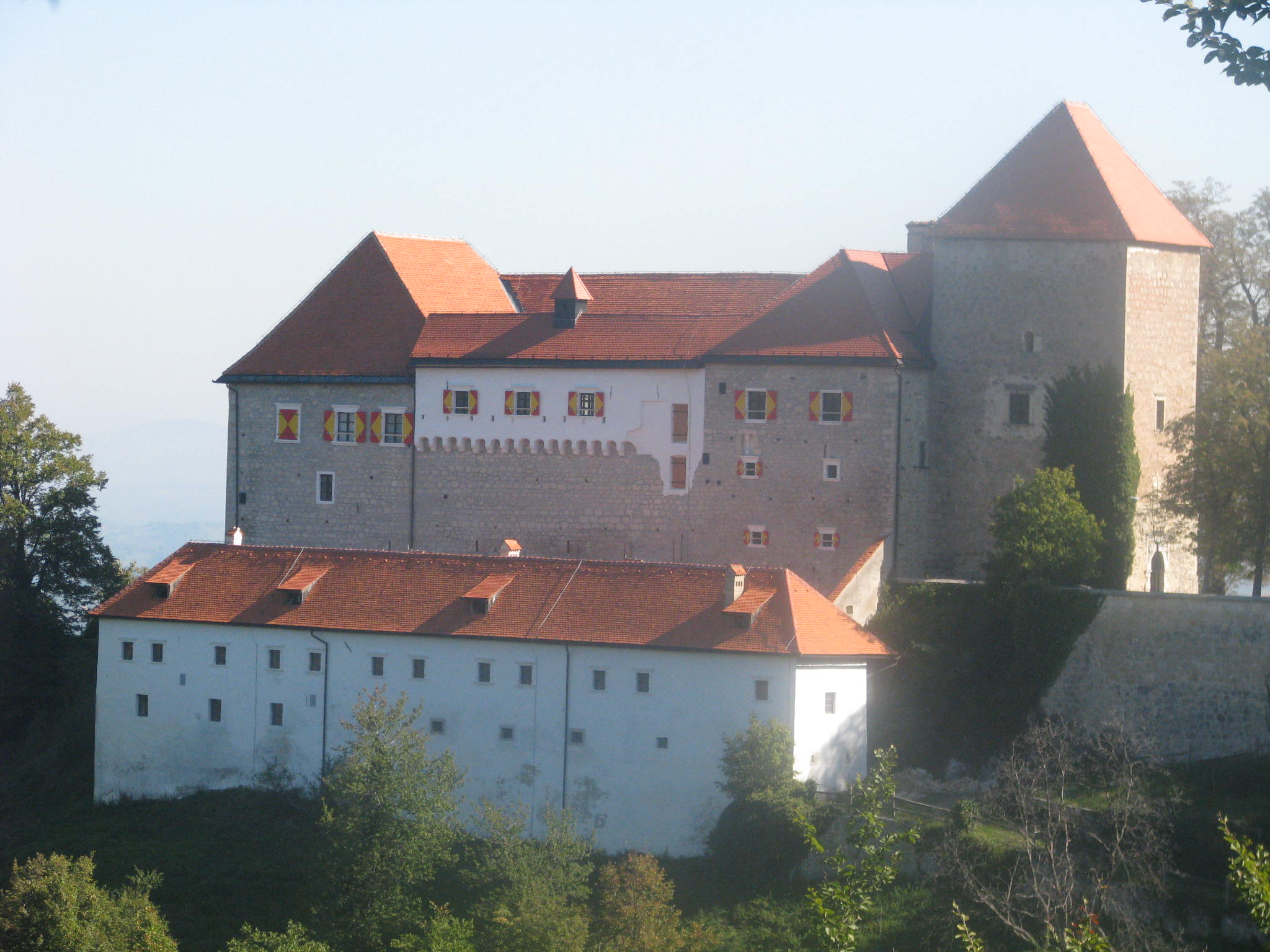
Il Castello